# Lutín
Lutín är en ort i Tjeckien.   Den ligger i regionen Olomouc, i den östra delen av landet, 200 km öster om huvudstaden Prag. Lutín ligger 222 meter över havet och antalet invånare är 3 194.
Terrängen runt Lutín är platt.Runt Lutín är det ganska tätbefolkat, med 207 invånare per kvadratkilometer. Närmaste större samhälle är Olomouc, 9,3 km öster om Lutín. Trakten runt Lutín består till största delen av jordbruksmark.